# 블랙 다이너마이트
《블랙 다이너마이트》(영어: Black Dynamite)는 미국에서 제작된 스콧 샌더스 감독의 2009년 블랙스플로이테이션 액션 코미디 영화이다. 마이클 자이 화이트, 토미 데이비드슨, 샐리 리처드슨 등이 출연하였고, 존 스타인거트 등이 제작에 참여하였다.

## 출연
- 마이클 자이 화이트
- 샐리 리처드슨
- 아시니오 홀
- 케빈 채프먼
- 토미 데이비드슨
- 오바 바바툰데이
- 리처드 에드슨
- 브라이언 맥나이트
- 니콜 아리 파커
- 바이런 민스
- 제임스 맥매너스
- 필 모리스
- 미겔 A. 누녜즈 주니어
- 터커 스몰우드
- 존 샐리
- 크리스 스펜서
- 마이크 스타
- 니콜 설리번
- 킴 휘틀리
- 마이클티 윌리엄슨
- 보킴 우드바인
- 시드릭 야브로
- 로저 유안
- 존 케리

## 기타 제작진
- 공동 제작: 맷 리처즈
- 라인 제작: 샬라 드라이버
- 배역: 릭 몽고메리, 제이슨 제임스
- 미술: 데니즈 피지니
- 의상: 루스 E. 카터
- 시각 효과: 한태정